# Mutaz Essa Barshim
Mutaz Essa Barshim (in arabo معتز عيسى برشم‎?; Doha, 24 giugno 1991) è un altista qatariota.
È detentore dei record asiatici della specialità, con la misura di 2,43 m all'aperto (seconda miglior misura di sempre) e 2,41 m al coperto. In carriera è stato tre volte campione del mondo, a Londra 2017, Doha 2019 e Oregon 2022, campione mondiale indoor a Sopot 2014 e campione mondiale juniores nel 2010. Può inoltre vantare quattro medaglie olimpiche (l'argento vinto a Londra 2012 e a Rio de Janeiro 2016, l'oro a Tokyo 2020 a pari merito con Gianmarco Tamberi e il bronzo a Parigi 2024) gli argenti mondiali conquistati a Mosca 2013 e Birmingham 2018 (indoor) e diversi titoli continentali.

## Biografia
Nato a Doha da padre qatariota e madre sudanese, ha studiato presso la Aspire Academy for Sports Excellence situata nella Aspire Zone di Doha.
Dal settembre 2009 è allenato da Stanisław Szczyrba e ottiene i suoi primi successi internazionali l'anno successivo. Stabilisce il primato indoor del Qatar con la misura di 2,25 m in febbraio a Göteborg, per poi vincere i Campionati asiatici indoor con la misura di 2,20 m. Viene selezionato per rappresentare il Qatar ai campionati mondiali indoor di Doha, in cui non riesce a superare le qualificazioni con una misura di 2,23 m che gli vale il 14º posto.
La stagione all'aperto vede Barshim vittorioso nei Campionati arabi juniores del Cairo (2,23 m, suo primato personale all'aperto), nei Campionati asiatici juniores di Hanoi, dove ottiene la misura di 2,31 m (record nazionale e primato mondiale stagionale juniores), e nei Giochi asiatici a Canton, con 2,27 m.

### 2011
Nella stagione successiva Barshim vince l'oro ai Campionati asiatici di Kōbe, stabilendo con 2,35 m il nuovo primato nazionale e dei Campionati. Prosegue vincendo l'oro anche ai Giochi mondiali militari di Rio de Janeiro, con una misura di 2,28 m.
Il suo esordio a livello mondiale senior outdoor avviene ai Campionati mondiali di Taegu, dove Barshim supera le qualificazioni per poi concludere al 7º posto in finale, al termine di una gara estremamente equilibrata e tutta giocata sul numero di errori: la misura ottenuta da Barshim (2,32 m), infatti, è la stessa che è valsa al bahamense Trevor Barry la medaglia di bronzo, e a soli 3 cm dalle medaglie d'oro e d'argento, vinte rispettivamente dallo statunitense Jesse Williams e dal russo Aleksej Dmitrik.

### 2012
Ai Campionati asiatici indoor di Hangzhou, Cina, Barshim vince la medaglia d'oro stabilendo un nuovo primato personale (e nazionale) con 2,37 m, che in quel momento era anche la miglior prestazione mondiale indoor.
Ai Giochi olimpici di Londra conquista la medaglia d'argento con la misura di 2,29 m, a pari merito con il britannico Robert Grabarz e il canadese Derek Drouin. Nell'aprile del 2013, Barshim dichiarerà di soffrire dall'inizio del 2012 per un infortunio alla schiena (frattura da stress alla 5ª vertebra lombare), che l'ha costretto a fermarsi in alcuni periodi della stagione, tra cui quello che ha preceduto le Olimpiadi.
Al meeting Diamond League Athletissima di Losanna del 23 agosto, vince la gara e stabilisce il suo primato personale, eguagliando anche il record asiatico, con la misura di 2,39 m.

### 2013: oltre quota 2,40 m, argento mondiale
La stagione indoor, dopo alcune buone prestazioni (tra cui un 2,37 m a Mosca, che eguaglia il suo primato personale e resterà miglior prestazione indoor dell'anno), si conclude anzitempo per il riacutizzarsi dei dolori alla schiena.
Il 1º giugno 2013 al Prefontaine Classic di Eugene (USA), meeting valido per il circuito Diamond League, Barshim si aggiudica la gara a 2,36 m per minor numero di errori; a quota 2,39 m sono rimasti in tre, e Barshim è l'ultimo a saltare. Gli altri due atleti falliscono i loro tre tentativi, Barshim tiene il suo ultimo per la misura di 2,40 m e riesce a superarla, diventando il primo atleta riuscire nell'impresa dal 5 agosto 2000, quando fu il russo Vjačeslav Voronin a saltare 2,40 m. Con questa misura stabilisce anche il nuovo record asiatico, superando il suo stesso primato di 2,39 m che deteneva in condivisione col cinese Zhu Jianhua.
Visto il suo stato di forma e alla luce di questo exploit, Barshim sembra essere destinato a dominare la stagione, ma le cose cambiano rapidamente sia per il ripresentarsi dei dolori alla schiena, che soprattutto per l'ascesa improvvisa dell'ucraino Bohdan Bondarenko, che nelle settimane successive si prenderà il primato mondiale stagionale con 2,41 m.
Dopo un lungo periodo di pausa forzata, Barshim si ripresenta ancora in precarie condizioni al meeting Diamond League di Londra, l'ultimo prima dei mondiali di Mosca, dove non va oltre un modesto 2,24 m.
Ai Campionati mondiali di atletica di Mosca, però, Barshim si presenta di nuovo in ottime condizioni, e dopo aver superato le qualificazioni, in finale sale fino a 2,38 m, commettendo un solo errore durante il percorso. Insieme a lui, alla quota di 2,41 m (mai saltata prima nelle precedenti edizioni di questa competizione), sono ancora in gara Drouin e Bondarenko. Il primo, dopo aver già stabilito il primato personale e nazionale con 2,38 m, fallisce i suoi tre tentativi. Barshim, al momento primo in classifica, ha già commesso il suo primo errore quando Bondarenko prende in mano la gara superando la quota al secondo tentativo. A questo punto Barshim si gioca il tutto per tutto e porta l'asticella a 2,44 m, ma non riesce a superarla e deve così accontentarsi dell'argento.

### 2014: nuovi primati personali e il primo oro mondiale (indoor)
Il 2014 inizia bene per Barshim: si aggiudica infatti il suo terzo oro ai Campionati asiatici indoor di Hangzhou, con la misura di 2,36 m. All'appuntamento clou dei mondiali indoor di Sopot, Polonia, tuttavia, non si presenta come favorito, in quanto ancor meglio di lui ha saltato il russo Uchov, che nei sette meeting in cui ha gareggiato prima dell'appuntamento mondiale ha dimostrato una forma eccezionale, vincendo tutte le gare e arrivando sino a 2,42 m, a un solo centimetro dal record del mondo indoor di Sotomayor, che resiste da oltre vent'anni.
Le fasi iniziali della gara non riservano sorprese, ed entrambi gli atleti superano le prime misure con facilità. Ma mentre Barshim continua a saltare ogni misura, Ukhov decide di passare alcune quote, e si presenta a 2,38 m in terza posizione, preceduto da Barshim (nessun errore) e dall'ucraino Andrij Procenko, entrambi con 2,36 m (primato personale per l'ucraino). Barshim supera anche 2,38 m al primo tentativo (nuovo record asiatico indoor), mentre Uchov ci riesce solo al terzo. Gli altri concorrenti falliscono la quota. I due quindi si giocano l'oro a 2,40 m, con Ukhov costretto a superare l'asticella per passare in prima posizione, a causa del maggior numero di errori. Ma nessuno dei due riuscirà nell'impresa, e così Barshim si laurea per la prima volta campione del mondo indoor.
Al meeting Golden Gala di Roma del 5 giugno, valido per il circuito Diamond League, si aggiudica la gara e ritocca il suo primato personale (nonché il record asiatico) portandolo a 2,41 m.
Al meeting di New York del 14 giugno, valido per il circuito Diamond League, arriva secondo pur stabilendo un nuovo primato personale (e asiatico) con 2,42 m. Vince la gara l'ucraino Bondarenko, anch'egli con 2,42 m; entrambi gli atleti falliscono tre tentativi alla quota di 2,46 m che varrebbe il record mondiale, oltre alla vittoria. Con questa prestazione divengono detentori insieme allo svedese Patrik Sjöberg della seconda miglior prestazione di tutti i tempi nel salto in alto, dietro al record mondiale di 2,45 m di Javier Sotomayor. Si tratta della prima gara nella storia in cui due atleti riescono a saltare 2,40 m o meglio.
Il 5 settembre, Barshim migliora ulteriormente il record asiatico superando la quota di 2,43 m al meeting di Bruxelles, ultima tappa della Diamond League 2014. Questa misura gli vale la gara e il primo posto nella Diamond Race (classifica a punti del circuito Diamond League) e rappresenta la seconda miglior prestazione di sempre, oltre al primato mondiale stagionale.
Chiude la stagione con la medaglia d'oro ai Giochi asiatici di Incheon (Corea del Sud), con la misura di 2,35 m.

### 2015: stagione di transizione
l 4 gennaio 2015 a Banská Bystrica (Slovacchia), nel primo meeting della sua stagione al coperto, Barshim porta il suo primato personale e asiatico indoor alla misura di 2,40 m. Il 18 febbraio ad Athlone (Irlanda), si migliora ulteriormente salendo fino a 2,41 m.
La stagione outdoor inizia con le vittorie ai meeting Diamond League di Shanghai (2,38 m) e Eugene (2,41 m). Ai Campionati asiatici di Wuhan (Cina) si presenta come l'indiscusso favorito, ma sotto una pioggia battente non riesce ad andare oltre i 2,20 m, ottenendo soltanto la medaglia di bronzo.
Questo episodio non si rivelerà isolato, e la stagione di Barshim prosegue sotto tono rispetto alle aspettative, con risultati ben lontani dalle quote a cui aveva ormai abituato. All'appuntamento più importante, quello dei Campionati Mondiali di Pechino, non riesce così ad andare oltre il 4º posto, con una misura di 2,33 m che è la stessa dei tre medagliati, i quali però ci sono arrivati senza errori alle misure precedenti.

### 2016: argento olimpico
In una stagione indoor dominata dall'italiano Gianmarco Tamberi, Barshim fatica ancora a ritrovare la forma migliore. Si impone comunque nei Campionati asiatici indoor, disputati nella sua città natale, con la misura di 2,35 m. Non trova invece la medaglia ai Campionati mondiali indoor di Portland, dove si classifica al quarto posto con la misura di 2,29 m, accusando crampi durante la gara. Termina la stagione indoor con una miglior misura di 2,36 m.
La stagione all'aperto comincia in sordina per il qatariota, con risultati sottotono nelle prime uscite di Doha e Roma. Il primo buon risultato arriva a Birmingham, con la vittoria e la misura di 2,37 m, e ancora meglio fa pochi giorni dopo a Opole (Polonia), con un primato stagionale di 2,40 m che sembra riproporlo come il favorito per l'oro olimpico. Ma il suo stato di forma continua a essere altalenante, e avvicinandosi all'appuntamento di Rio de Janeiro arrivano anche risultati meno incoraggianti; ciò nonostante, anche grazie all'assenza dell'italiano Gianmarco Tamberi, forse l'atleta più in forma, che si infortuna proprio all'ultima gara pre-olimpica, la corsa alle medaglie sembra aperta a qualsiasi risultato. Barshim disputa una gara eccellente, superando le prime cinque misure affrontate tutte al primo tentativo, raggiungendo quota 2,36 m. Meglio di lui però fa il canadese Drouin, già campione del mondo 2015 e che si conferma uomo da grandi occasioni: prosegue infatti il suo percorso netto fino a 2,38 m, misura che nessun altro atleta riesce a superare. Per Barshim è comunque un'ottima medaglia d'argento al termine di una stagione difficile.

### 2017: oro mondiale all'aperto e atleta dell'anno IAAF
La stagione indoor non presenta appuntamenti di rilievo, e Barshim la dedica a un attento allenamento per preparare al meglio le competizioni all'aperto che culmineranno con i Campionati Mondiali di Londra.
Sin dai primi meeting questa strategia sembra dare buoni frutti, e in un contesto di avversari non particolarmente competitivi a causa di infortuni o cali di forma, Barshim resta imbattuto per 6 gare, con i successi più rilevanti nei meeting di Doha (2,36 m) e Oslo (2,38 m). Favoritissimo per la medaglia d'oro londinese, Barshim non delude le attese e si aggiudica la gara senza errori fino a 2,35 m, quota troppo elevata per i suoi avversari. È il suo primo grande successo all'aperto, dopo numerosi piazzamenti sul podio. Confermando il suo stato di forma, prosegue con il primato stagionale di 2,40 m stabilito al meeting Diamond League di Birmingham (è la decima volta in carriera che supera la quota di 2,40 m, e diventa il primo atleta a riuscirci per 5 stagioni consecutive), e conclude l'anno con l'ennesimo successo alla finale Diamond League di Zurigo, restando così imbattuto per l'intera stagione. Grazie a questi risultati viene per la prima volta insignito del titolo di atleta mondiale dell'anno dalla IAAF.

### 2018: argento mondiale indoor e nuovo infortunio
Barshim si aggiudica per la quinta volta i campionati asiatici indoor, facendo gara pressoché solitaria fino a 2,38 m (il secondo classificato ha registrato una miglior misura di 2,15 m). Ai Campionati mondiali indoor di Birmingham (Regno Unito) si classifica secondo con 2,33 m, dietro l'astro nascente russo Danil Lysenko. Quest'ultimo era tra gli atleti neutrali autorizzati (la federazione russa è sotto squalifica per uno scandalo doping), ma durante la stagione perderà tale status non rendendosi reperibile per dei test antidoping fuori competizione, e non potrà così disputare i Campionati europei di Berlino.
Al meeting inaugurale della Diamond League, l'appuntamento di casa a Doha, Barshim fa registrare il primato stagionale con 2,40 m (verrà poi eguagliato da Lysenko, prima della squalifica di cui sopra), portando a 6 il record di stagioni consecutive oltre tale quota. Dopo un'altra vittoria alla Diamond League di Oslo (2,36 m) si presenta al meeting Gyulai Memorial di Albareale (Székesfehérvár), Ungheria. Vince la gara superando ancora i 2,40 m, e porta l'asticella a 2,46 m per un nuovo assalto al record mondiale: il primo dei tre tentativi è talmente vicino al successo che Barshim stava già esultando dopo l'atterraggio sul materasso, beffato poi dall'asticella che ha deciso di cadere dopo una lunga oscillazione sui ritti. I restanti due tentativi non saranno altrettanto validi, e con l'ultimo salto l'atleta qatariota si procura un infortunio alla caviglia, che lo terrà fuori dalle competizioni per tutto il resto della stagione.

### 2019: secondo titolo mondiale
L'infortunio di luglio 2018 si rivela molto più serio del previsto. Il lento recupero, che gli ha fatto saltare l'intera stagione indoor e gareggiare solo tre volte all'aperto con una miglior misura di appena 2,27 m, non sembra promettere bene per l'appuntamento più atteso da Barshim e dai suoi compatrioti e tifosi: i Campionati mondiali di Doha (Qatar). Già dalle qualificazioni, tuttavia, l'idolo di casa fa un'ottima impressione, lasciando intuire una ritrovata condizione. Sono inoltre assenti, per varie ragioni, molti degli avversari più accreditati per il titolo. La finale inizia come meglio non potrebbe, con tutti salti validi fino a 2,30 m. Non è tuttavia il solo ad ottenere questo risultato: insieme a lui restano senza errori anche Mikhail Akimenko (Ucraina) e Ilya Ivanyuk (Russia, atleta neutrale autorizzato). A 2,33 m Akimenko supera di nuovo l'asticella al primo tentativo, mentre Barshim inanella due errori. Sospinto dal tifo casalingo, ritrova il ritmo e realizza 2,33 m, 2,35 m e 2,37 m senza più sbagliare. Akimenko e Ivanyuk proseguono il loro percorso fino a 2,35 m, ma lo step successivo è per entrambi il capolinea, e Barshim corona il suo sogno di vincere la medaglia d'oro di fronte al pubblico di casa.

### 2021-2023: oro olimpico ed altre due medaglie mondiali
Il 1º agosto 2021, ai Giochi olimpici di Tokyo, Barshim vince la medaglia d'oro a pari merito con Gianmarco Tamberi, con la misura di 2,37 m. Conclusa la gara con una serie di risultati identici, il giudice ha avvicinato i due saltatori spiegando che potevano proseguire la finale con uno spareggio, ma su richiesta di Barshim ("Can we have two golds?") i due concordano per una vittoria ex aequo.
Nel 2022 conquista il suo terzo titolo mondiale, saltando la misura di 2,37 m (primato mondiale stagionale) ai mondiali di Eugene; l'anno successivo, invece, arriva terzo alla rassegna iridata di Budapest arrivando a 2,33 m: in tal modo conquista la sua prima medaglia di bronzo nella competizione. Alle Olimpiadi di Parigi 2024 conclude invece in terza posizione, alle spalle del neozelandese Hamish Kerr e dello statunitense Shelby McEwen.

## Palmarès
| Anno | Manifestazione      | Sede           | Evento        | Risultato | Prestazione | Note                                                                |
| ---- | ------------------- | -------------- | ------------- | --------- | ----------- | ------------------------------------------------------------------- |
| 2010 | Asiatici indoor     | Teheran        | Salto in alto | Oro       | 2,20 m      |                                                                     |
| 2010 | Mondiali indoor     | Doha           | Salto in alto | 14º       | 2,23 m      |                                                                     |
| 2010 | Asiatici U20        | Hanoi          | Salto in alto | Oro       | 2,31 m      | Record nazionale · Miglior prestazione mondiale stagionale under 20 |
| 2010 | Mondiali U20        | Moncton        | Salto in alto | Oro       | 2,30 m      |                                                                     |
| 2010 | Giochi asiatici     | Canton         | Salto in alto | Oro       | 2,27 m      |                                                                     |
| 2011 | Campionati asiatici | Kōbe           | Salto in alto | Oro       | 2,35 m      | Record nazionale · Record dei campionati                            |
| 2011 | Mondiali            | Taegu          | Salto in alto | 7º        | 2,32 m      |                                                                     |
| 2011 | Giochi panarabi     | Doha           | Salto in alto | Oro       | 2,30 m      |                                                                     |
| 2012 | Asiatici indoor     | Hangzhou       | Salto in alto | Oro       | 2,37 m      | Record asiatico                                                     |
| 2012 | Mondiali indoor     | Istanbul       | Salto in alto | 9º        | 2,28 m      |                                                                     |
| 2012 | Giochi olimpici     | Londra         | Salto in alto | Argento   | 2,29 m      |                                                                     |
| 2013 | Mondiali            | Mosca          | Salto in alto | Argento   | 2,38 m      |                                                                     |
| 2014 | Asiatici indoor     | Hangzhou       | Salto in alto | Oro       | 2,36 m      |                                                                     |
| 2014 | Mondiali indoor     | Sopot          | Salto in alto | Oro       | 2,38 m      | Record asiatico                                                     |
| 2014 | Giochi asiatici     | Incheon        | Salto in alto | Oro       | 2,35 m      | Record dei Giochi                                                   |
| 2015 | Campionati asiatici | Wuhan          | Salto in alto | Bronzo    | 2,20 m      |                                                                     |
| 2015 | Mondiali            | Pechino        | Salto in alto | 4º        | 2,33 m      |                                                                     |
| 2016 | Asiatici indoor     | Doha           | Salto in alto | Oro       | 2,35 m      |                                                                     |
| 2016 | Mondiali indoor     | Portland       | Salto in alto | 4º        | 2,29 m      |                                                                     |
| 2016 | Giochi olimpici     | Rio de Janeiro | Salto in alto | Argento   | 2,36 m      |                                                                     |
| 2017 | Mondiali            | Londra         | Salto in alto | Oro       | 2,35 m      |                                                                     |
| 2018 | Asiatici indoor     | Teheran        | Salto in alto | Oro       | 2,38 m      | Record dei campionati                                               |
| 2018 | Mondiali indoor     | Birmingham     | Salto in alto | Argento   | 2,33 m      |                                                                     |
| 2019 | Mondiali            | Doha           | Salto in alto | Oro       | 2,37 m      | Miglior prestazione mondiale stagionale                             |
| 2021 | Giochi olimpici     | Tokyo          | Salto in alto | Oro       | 2,37 m      | Miglior prestazione personale stagionale                            |
| 2022 | Mondiali            | Eugene         | Salto in alto | Oro       | 2,37 m      | Miglior prestazione mondiale stagionale                             |
| 2023 | Mondiali            | Budapest       | Salto in alto | Bronzo    | 2,33 m      |                                                                     |
| 2023 | Giochi asiatici     | Hangzhou       | Salto in alto | Oro       | 2,35 m      | Record dei Giochi                                                   |
| 2024 | Giochi olimpici     | Parigi         | Salto in alto | Bronzo    | 2,34 m      | Miglior prestazione personale stagionale                            |

## Altre competizioni internazionali
2014
- Bronzo in Coppa continentale ( Marrakech), salto in alto - 2,34 m
- Vincitore della Diamond League nella specialità del salto in alto (20 punti)

2015
- Vincitore della Diamond League nella specialità del salto in alto (20 punti)

2017
- Vincitore della Diamond League nella specialità del salto in alto

## Riconoscimenti
- Atleta mondiale dell'anno (2017)